# Culicoides tbilisicus
Culicoides tbilisicus är en tvåvingeart som beskrevs av Dzhafarov 1964. Culicoides tbilisicus ingår i släktet Culicoides och familjen svidknott. Inga underarter finns listade i Catalogue of Life.